# 金特·贝尔纳德
金特·贝尔纳德（德語：Günter Bernard，1939年11月4日—），德国前男子足球运动员，场上位置是守门员。他曾代表西德国家队参加1966年国际足联世界杯，结果队伍获得亚军。